# 半人馬座ν
半人馬座ν，又名CD-41 8171，HD 120307、SAO 224469、HR 5190，是半人馬座的一颗恒星，视星等为3.41，位于銀經314.41，銀緯19.89，其B1900.0坐标为赤經13h 43m 30.2s，赤緯-41° 19.89′ 22″。